# Shaved Fish
Shaved Fish  es el primer álbum recopilatorio que contiene las canciones de 1969 y 1974 del músico británico John Lennon con su movimiento Plastic Ono Band, lanzado el 24 de octubre de 1975 a través de Apple Records. 
El disco está integrado por los sencillos de su carrera musical publicados en Estados Unidos, con la excepción de "Stand by Me", que había sido lanzado a principios de ese mismo año.

## Contenido
Shaved Fish fue el único recopilatorio de Lennon en vida- El álbum incluye varias de las grabaciones más populares de Lennon en su carrera en solitario, cinco de las cuales aún no habían aparecido en un álbum. Ocho de los sencillos habían entrado en los cuarenta primeros puestos de las listas de Billboard, con "Whatever Gets You Thru The Night" alzándose hasta el puesto #1; cinco habían entrado entre los diez primeros puestos de las listas británicas. "Imagine", nunca publicado previamente como sencillo en el Reino Unido, acabaría alcanzando el puesto #5 en las listas británicas tras la publicación de Shaved Fish. 
Shaved Fish supuso un gran éxito comercial, alcanzando el puesto #5 en el Reino Unido y el #12 en las listas de Billboard, donde sería certificado como disco de platino por la RIAA. La publicación de Shaved Fish tuvo lugar apenas dos semanas después de la resolución de Lennon para dedicarse a una vida familiar y al cuidado del recién nacido Sean Lennon. 
El nombre del álbum procede de la comida japonesa katsuobushi, una especie de pescado seco.

## Lista de canciones
Todos los temas compuestos por John Lennon excepto donde se anota.
1. "Give Peace a Chance" - 0:58
  - Publicado como single el 4 de julio de 1969 y acreditado a The Plastic Ono Band
2. "Cold Turkey"- 5:01
  - Publicado como single el 17 de octubre de 1969 y acreditado a The Plastic Ono Band
3. "Instant Karma!" - 3:21
  - Publicado como single el 16 de febrero de 1970 y acreditado a The Plastic Ono Band
4. "Power to the People" - 3:21
  - Publicado como single el 12 de marzo de 1971 y acreditado a John Lennon/The Plastic Ono Band
5. "Mother" - 5:03
6. "Woman is the Nigger of the World" (John Lennon/Yoko Ono) - 4:37
7. "Imagine" - 3:02
8. "Whatever Gets You Thru the Night" - 3:03
  - Incluye a Elton John en el piano y en los coros
9. "Mind Games" - 4:12
10. "#9 Dream" - 4:47
11. "Medley: Happy Xmas (War Is Over) /Give Peace a Chance (reprise)" (John Lennon/Yoko Ono) / (John Lennon) - 4:15